# روجر وأليكس
أخذ كازويا ميشيما زايباتسو من والده، أصبحت الزايباتسو أكثر تلفاً من أي وقت مضى تحت قيادة كازويا وتورطت في العديد من النشاطات الغير قانونية مثل الاغتيال، الابتزاز، تجارة المخدرات والقضاء على الأجناس المهددة بالانقراض. عين كازويا د. بوسكونوفيتش للعمل لديه. كان أحد المشاريع التي أمر كازويا بتنفيذها هو العمل على صنع مخلوقات معدلة جينياً. ومن ذلك، عدل بوسكونوفيتش نماذج ال DNA لحيوانات. روجر (باليابانية: ロジャー، بالروماجي: Rojā)، صُنع من الحمض النووي للكنغر، وأليكس (باليابانية: アレックス، بالروماجي: Arekkusu)، صنع باستعمال الحمض النووي لنماذج أحافير درومايوساوريداي.
ظن كازويا أن روجر وأليكس مجرد حيوانات عديمة الفائدة، وأراد قتلهما. ولكنهما تمكنا من الهرب. والتقيا بأرمور كينغ، الذي دربهما على المصارعة. روجر وأليكس كلاهما دخلا بطولة ملك القبضة الحديدية الثانية. تسللت جون كازاما إلى البطولة للقبض على كازويا، الذي كان يهرب ويجري التجارب على الأنواع المهددة بالانقراض. وجدت جون روجر وأليكس ورتبت سريعا بالنسبة لهم أن يعيشوا حياتهم في أستراليا، حيث سيكونون في مأمن. لم يظهر أليكس أو يذكر في الألعاب اللاحقة، على الرغم من وجوده في ستريت فايتر X تيكن في خلفية مرحلة أزمة دينو.
اختُطف روجر قبل تيكن 5، ودخل ابنه، روجر جونيور بطولة ملك القبضة الحديدية الخامسة، بمساعدة والدته، للبحث عنه وإنقاذه. بعد أن اكتشف روجر جونيور أن سبب اختطاف روجر كان من أن يشاهد التلفاز طوال حياته، ضرب روجر جونيور والده خلال السقف مع غضب شديد، مدركاً أن مهمة إنقاذه كانت من أجل لاشيء.
في تيكن 6، صار روجر وعائلته نجوماً في عرض كوميدي سمي، عائلة الكنغر. كان روجر فخوراً بابنه الذي صار خبيراً في القتال. أظهرت زوجته بعدها صوراً له مع معجباته مما جعلها غاضبة. ثم قامت بلكم زوجها من خلال السقف بغضب شديد لكونه مستهتراً.

## وصلات خارجية
- تيكن ويكي
- تيكنبيديا الإنجليزية نسخة محفوظة 3 نوفمبر 2013 على موقع واي باك مشين.